# Pasametr
Pasametr je komparační (porovnávací) měřidlo, které měří pouze odchylky od nastaveného rozměru. Nejdříve je nutné zkalibrovat přístroj. To se provádí za použití základních rovnoběžných měrek, nebo vzoru (součástky). Pasametry se vyrábějí do rozsahu 150 mm v 6 velikostech. Jsou odstupňovány po 25 mm. Na rozdíl od mikrometrů jsou oba jejich dotyky pohyblivé. Jeden z dotyků je přestavitelný pomocí závitu a druhý je spojen s vestavěným číselníkovým úchylkoměrem. Zajištění nastavené polohy přestavitelného dotyku se provádí maticí, provedenou jako ochranné pouzdro závitu dotyku. Správnou polohu pasametru vůči ose měřené válcové součásti zajišťuje výměnný pomocný doraz.